# The Sciences
The Sciences — четвертый студийный альбом американской стоунер-дум-метал группы Sleep. Выпущен 20 апреля 2018 года лейблом Third Man Records. Это первый альбом коллектива с момента выхода Dopesmoker в 2003 году.

## Список композиций
| №                   | Название              | Длительность |
| ------------------- | --------------------- | ------------ |
| 1.                  | «The Sciences»        | 3:04         |
| 2.                  | «Marijuanaut's Theme» | 6:40         |
| 3.                  | «Sonic Titan»         | 12:26        |
| 4.                  | «Antarcticans Thawed» | 14:23        |
| 5.                  | «Giza Butler»         | 10:02        |
| 6.                  | «The Botanist»        | 6:27         |
| Общая длительность: | Общая длительность:   | 52:58        |

| Оценки критиков | Оценки критиков |
| Источник        | Оценка          |
| --------------- | --------------- |
| Exclaim!        | 9/10            |
| Metal Injection | 10/10           |

## Участники записи
- Al Cisneros — вокал, бас-гитара
- Matt Pike — гитара
- Jason Roeder — ударные